# François Bonvin
Pour les articles homonymes, voir Bonvin.
François Bonvin né le 22 novembre 1817 à Vaugirard et mort le 19 décembre 1887 à Saint-Germain-en-Laye est un peintre et graveur français.

## Biographie
Bonvin connaît une enfance malheureuse et sans fortune. Il apprend le dessin aux cours gratuits de l'école municipale de dessin de Paris. Pour gagner sa vie, il devient compositeur d'imprimerie puis employé à la préfecture de police. Il profite de son temps libre pour courir les musées dont le Louvre, où il étudie les maîtres flamands et hollandais. Il étudie le soir à l'atelier des Gobelins et à l'Académie Suisse. 
À partir de 1848, il se spécialise dans la peinture de paysage. Il envoie trois tableaux au Salon de 1849 qui lui valent une médaille de troisième classe. Ce succès, qui lui apporte une commande officielle, le décide à se consacrer uniquement à la peinture. Ses toiles sont bien accueillies au Salon et par le public. Il participe au Salon des Refusés (1863) avec Gustave Courbet qu'il compte parmi ses amis. Il effectue de nombreux voyages en Flandres et en Hollande, terre de ses peintres préférés. 
Son frère, Léon Bonvin jeune, également peintre et dessinateur, se suicida dans le bois de Meudon, en février 1866, de désespoir devant sa misère et ses difficultés à vendre ses dessins. Ce suicide est décrit dans La rue de Jules Vallès.
Il est nommé chevalier de la Légion d'honneur en 1870. Membre de la commission fédérale de la Fédération des artistes, fondée le 13 avril 1871 à l'appel du sculpteur Hippolyte Moulin, du peintre Gustave Courbet et d'Eugène Pottier, dessinateur sur tissu, il rejoint ce mouvement avec près de 400 artistes réunis dans le grand amphithéâtre de l'École de médecine de Paris pour adopter un programme révolutionnaire. Il est élu à bulletin secret, par 290 membres, réunis à cette occasion au Louvre quelques jours plus tard pour faire partie de la commission fédérale qui comptera 47 membres et dont Courbet sera le président. La Commune leur déléguant la gestion des affaires artistiques du pays. En juin 1871, il part en exil à Londres. Pendant ce temps-là, Alfred Cadart publie de lui une suite de dix eaux-fortes, qui seront ses derniers travaux gravés, tant sa vue lui pose problème.
Il subit une opération en 1881 qui ne rétablit pourtant pas sa santé, et il perd la vue. Ses amis lui apportent leur soutien en organisant une exposition rétrospective en 1886, puis une vente à son bénéfice en 1887. Il meurt le 19 décembre de cette année à Saint-Germain-en-Laye. Il est inhumé dans le département des Yvelines, au cimetière du Pecq. Sa sépulture est ornée de son buste en bronze.
Considéré comme l'un des meilleurs peintres de genre et de nature morte du XIXe siècle, sa description des milieux modestes dont il est issu est accueillie favorablement à partir de la fin des années 1860. François Bonvin est d'abord influencé par les artistes flamands comme Pieter de Hooch. Son style réaliste connaît, par la suite, des réminiscences de l'art de Chardin.

## Collections publiques

### France
- Autun, musée Rolin : Le Guitariste[5].
- Bayeux, musée Baron Gérard : Le Réfectoire[6].
- Besançon, musée des Beaux-Arts et d'Archéologie : La Lettre de recommandation[7].
- Chambéry, musée des Beaux-Arts : Petite fille assise[8].
- Clermont-Ferrand, musée d'Art Roger-Quilliot : Deux brodeuses.
- Dijon :
  - musée des Beaux-Arts :
    - Les Sonneurs de cor[9] ;
    - Nature morte au violon[10].

  - musée Magnin : Jeune femme jouant avec son collier, dessin préparatoire.
- Dinan, musée municipal : La porte du Jerzual.
- Dole, musée des Beaux-Arts : La Lecture[11].
- Grenoble, musée de Grenoble : Le Verre d'eau[12]; plusieurs estampes.
- Lisieux, musée d'Art et d'Histoire : Le Lapin[13].
- Mâcon, musée des Ursulines : Quatre Études de paysages[14].
- Montauban, musée Ingres-Bourdelle : Nature morte[15].
- Montpellier, musée Fabre : Au Banc des pauvres, La Liseuse.
- Mulhouse, musée des Beaux-Arts de Mulhouse.
- Nemours, Château-Musée : plusieurs estampes.
- Niort, musée Bernard-d'Agesci.
- Orléans, musée des Beaux-Arts : 
  - Bretonne tournant un moulin à café, 1854, crayon noir et fusain sur papier vergé, 37,5 x 27,2 cm[16].
- Paris, musée d'Orsay :
  - Ave Maria, intérieur du couvent d'Aramont[17] ;
  - La Fontaine en cuivre[18] ;
  - La Nature morte au brie[19] ;
  - La Nature morte au canard[20] ;
  - La Nature morte au lièvre[21];
  - Port-Marly, dit aussi Petit étang[22].
- Reims, musée des beaux-arts
  - L'écureuse [23].
- Roanne, musée des Beaux-Arts et d'Archéologie Joseph-Déchelette : Zouave mangeant sa soupe, XIXe siècle.
- Romans-sur-Isère, musée international de la Chaussure : Les Souliers d'un réserviste[24].
- Rouen, musée des Beaux-Arts : Nature morte : deux pots en terre vernissée, huile sur carton[25].
- Toulouse, musée des Augustins : Les Forgerons, souvenir du Tréport[26].
- Troyes, musée d'Art moderne :
  - Femme à la tapisserie[27] ;
  - La Cheminée[28].

### Pays-Bas
- Otterlo, musée Kröller-Müller.
- Rotterdam, musée Boijmans Van Beuningen.

## Expositions
- 1886 : exposition rétrospective.
- 1887 : vente à son bénéfice organisée par ses amis.

Œuvres de François Bonvin
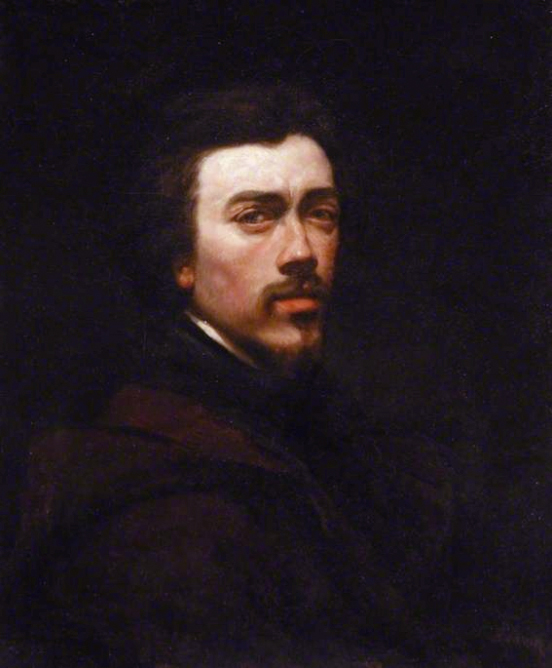
Autoportrait (1847), Barnard Castle, Bowes Museum.
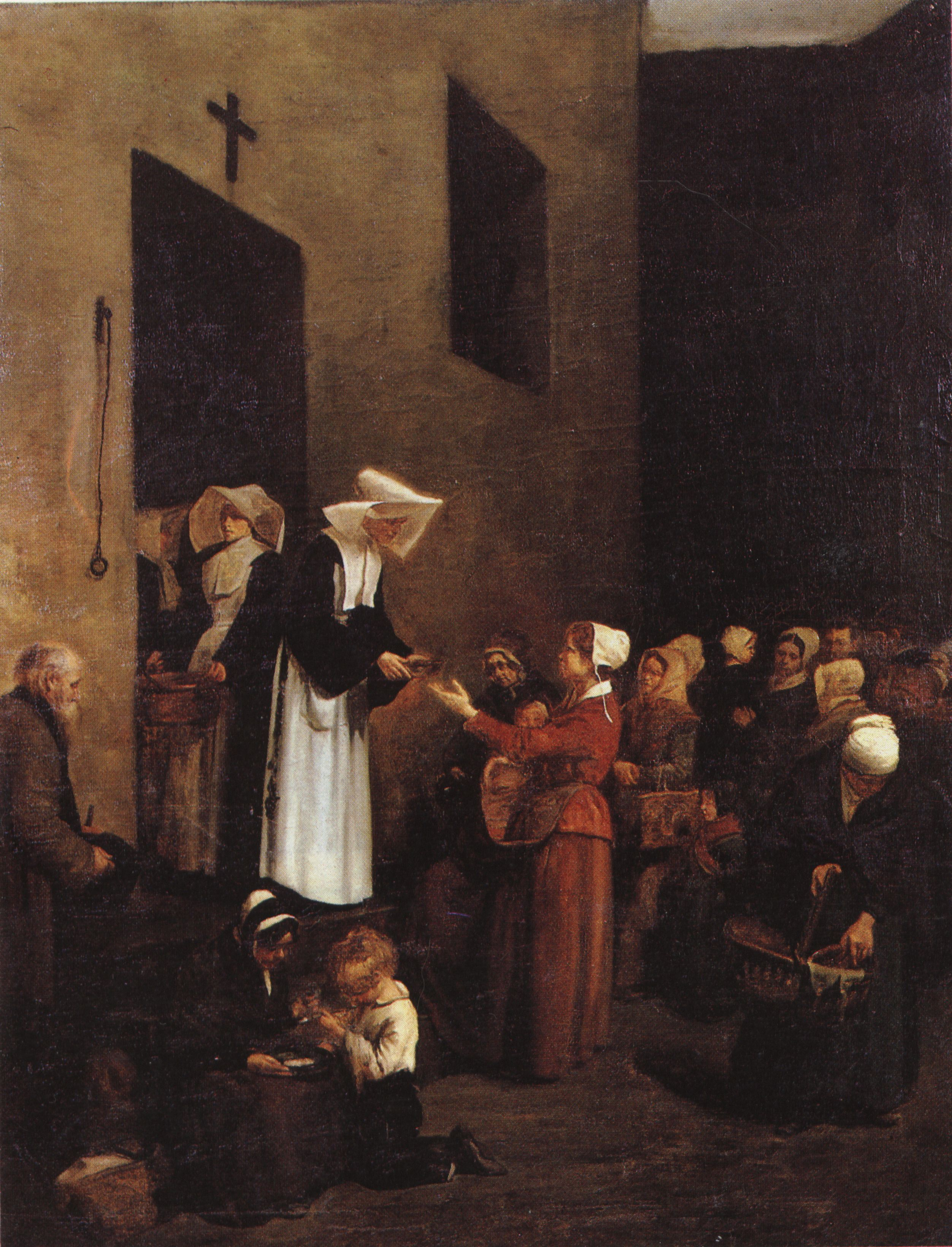
La Charité (1851), Niort, musée Bernard-d'Agesci.
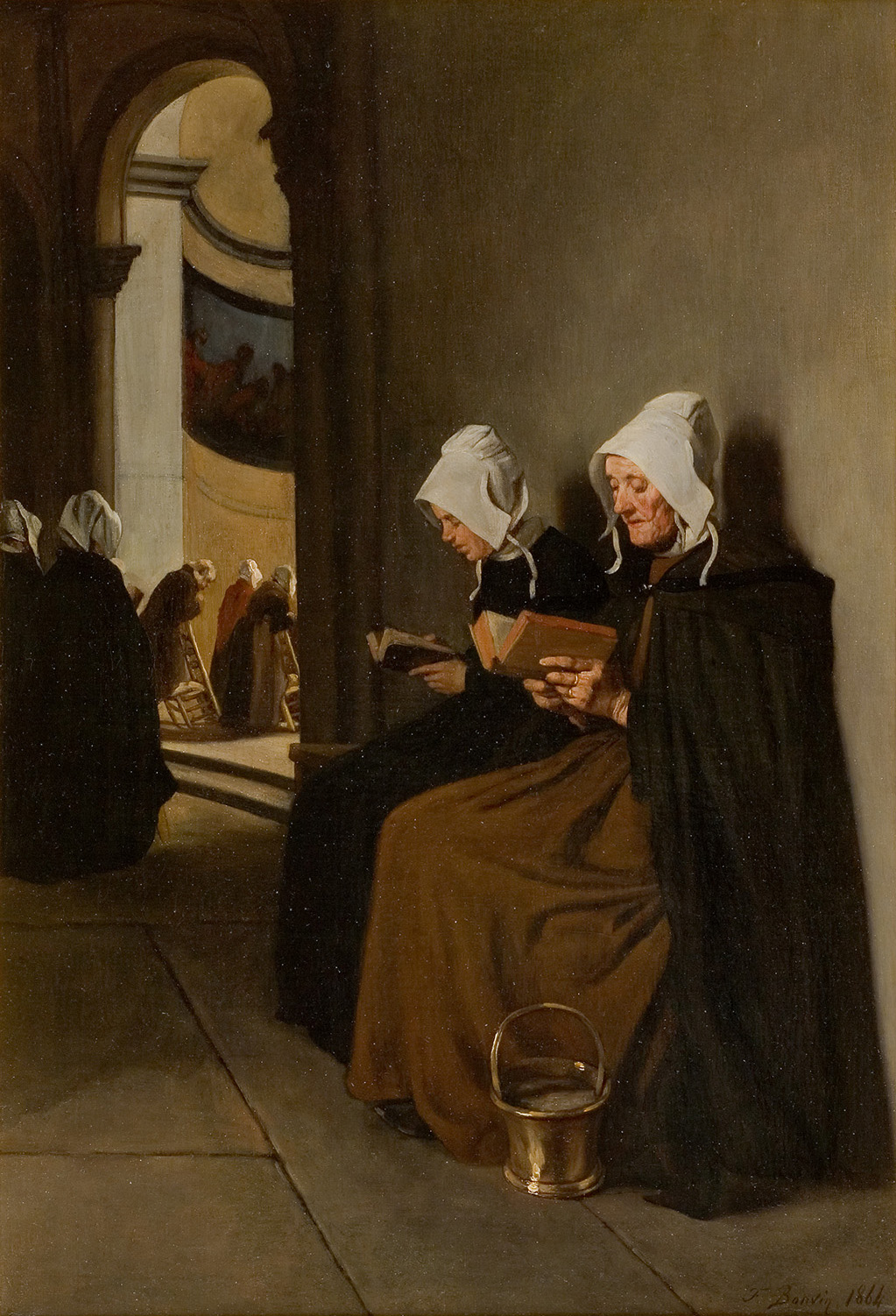
Au banc des pauvres (1864), Montpellier, musée Fabre.
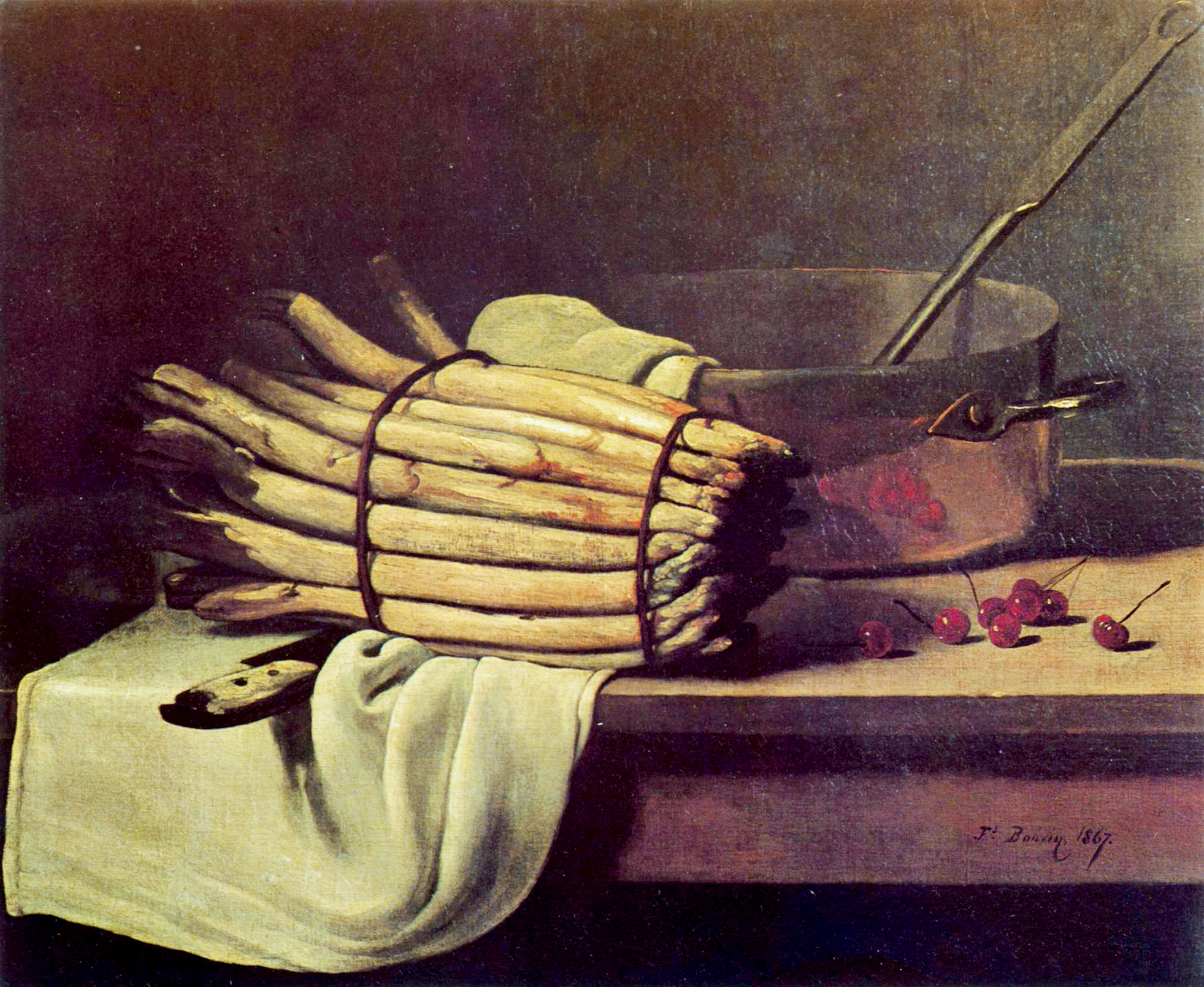
Nature morte aux asperges (1867), Otterlo, musée Kröller-Müller.
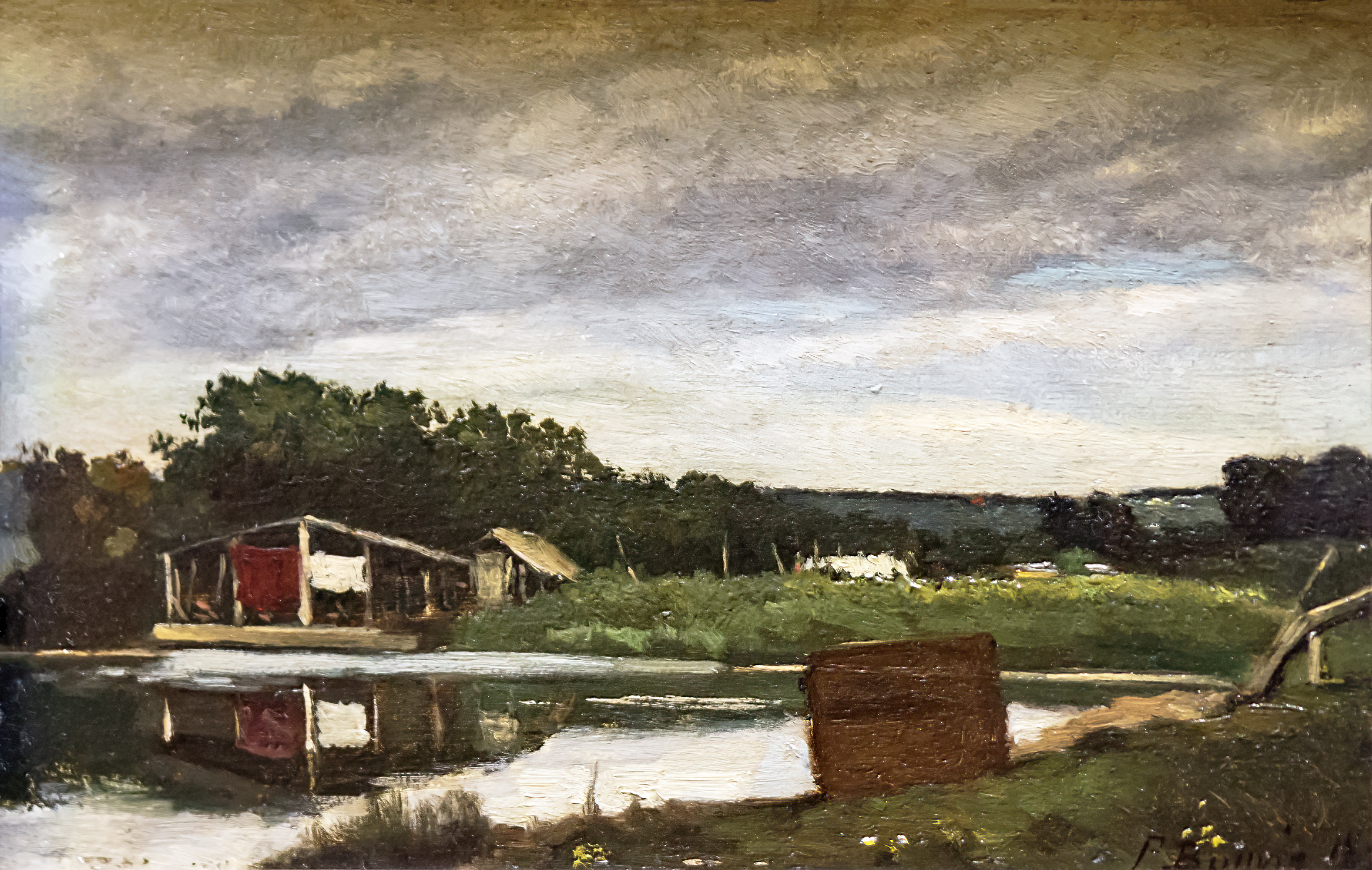
Port-Marly ou Petit étang (1872), musée d'Orsay.
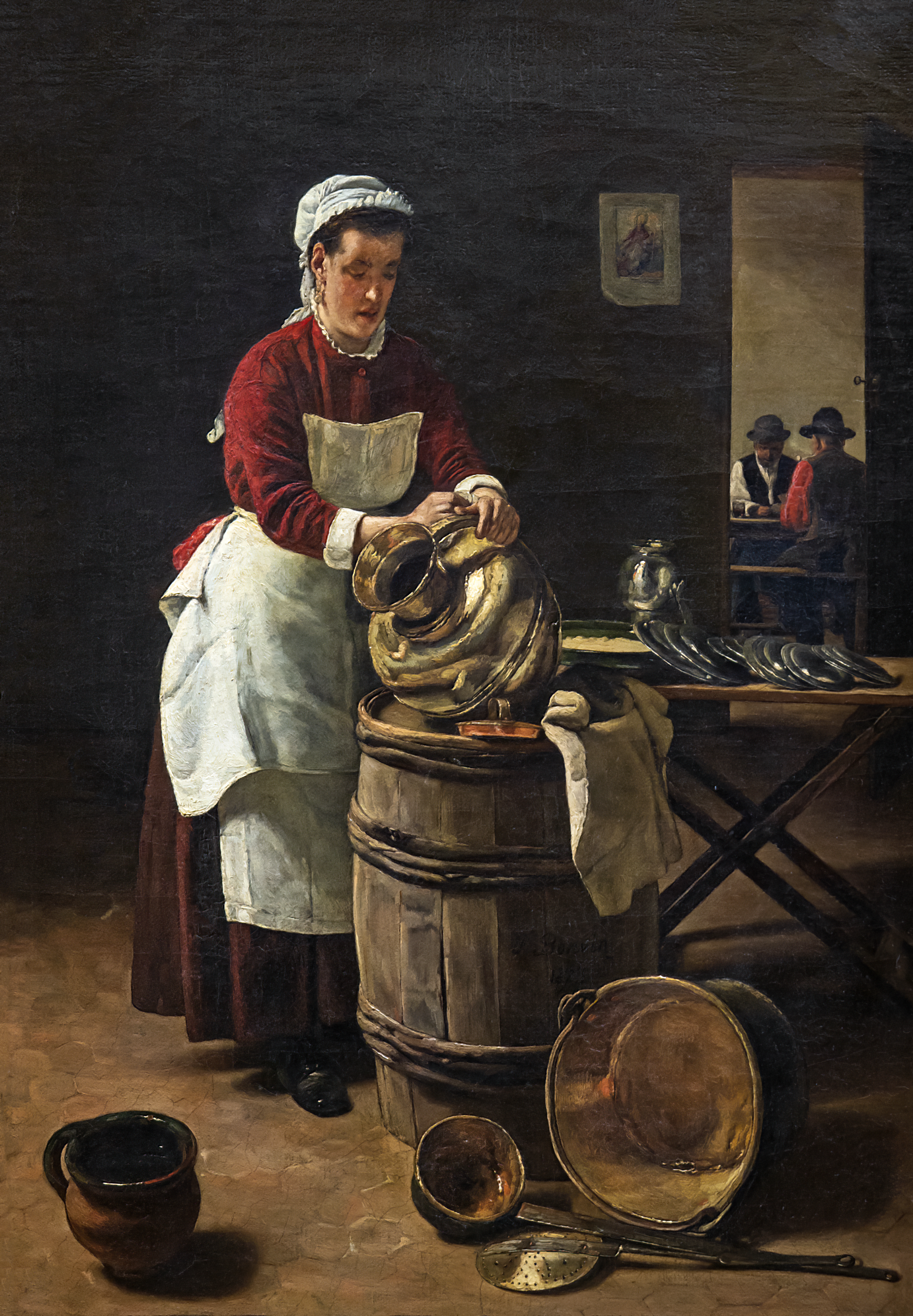
L'écureuse (Louise Köhler), Musée des Beaux-Arts de Reims
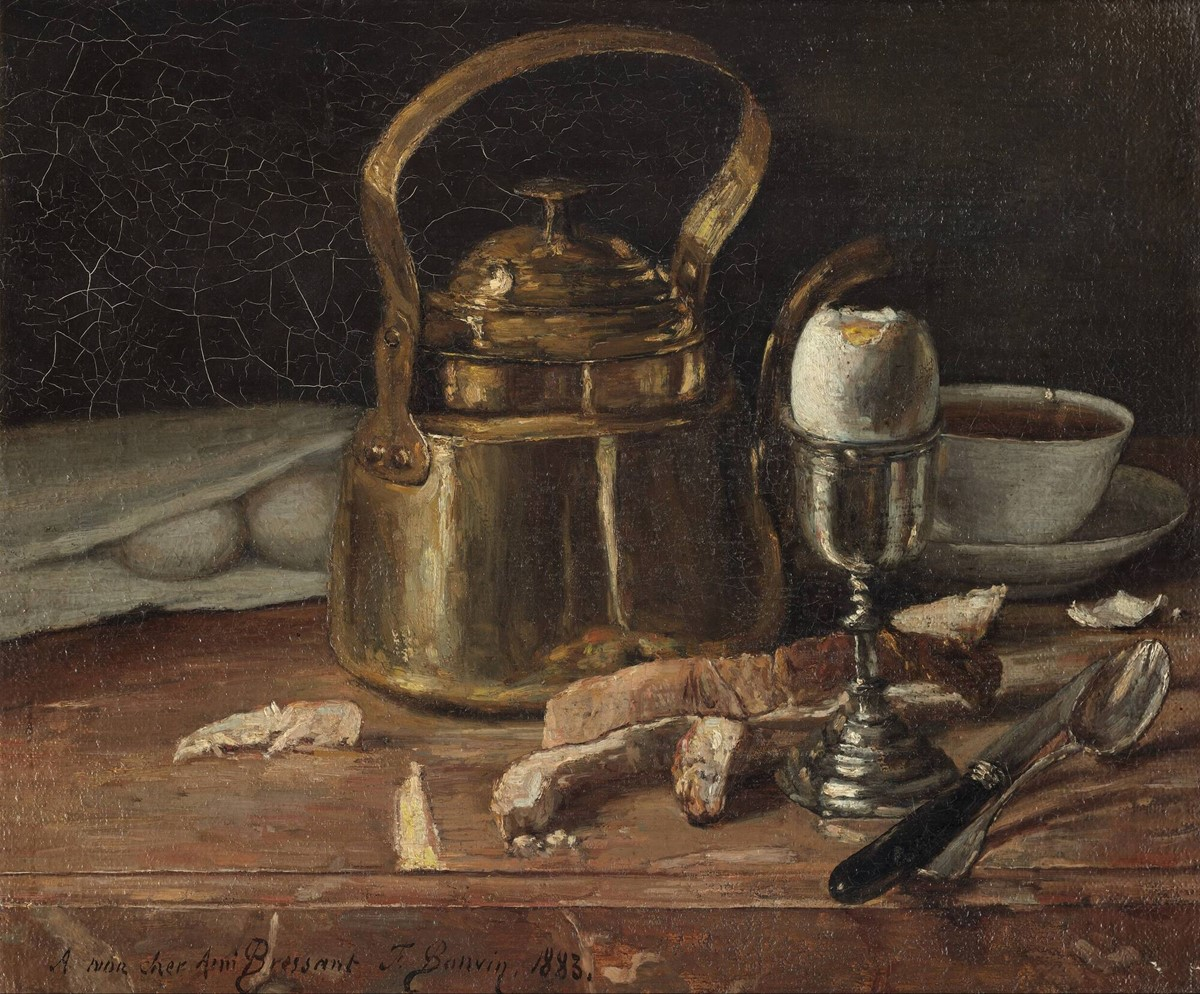
Nature morte à la bouilloire (dédicacé à Prosper Bressant, 1883), Rotterdam, musée Boijmans Van Beuningen.
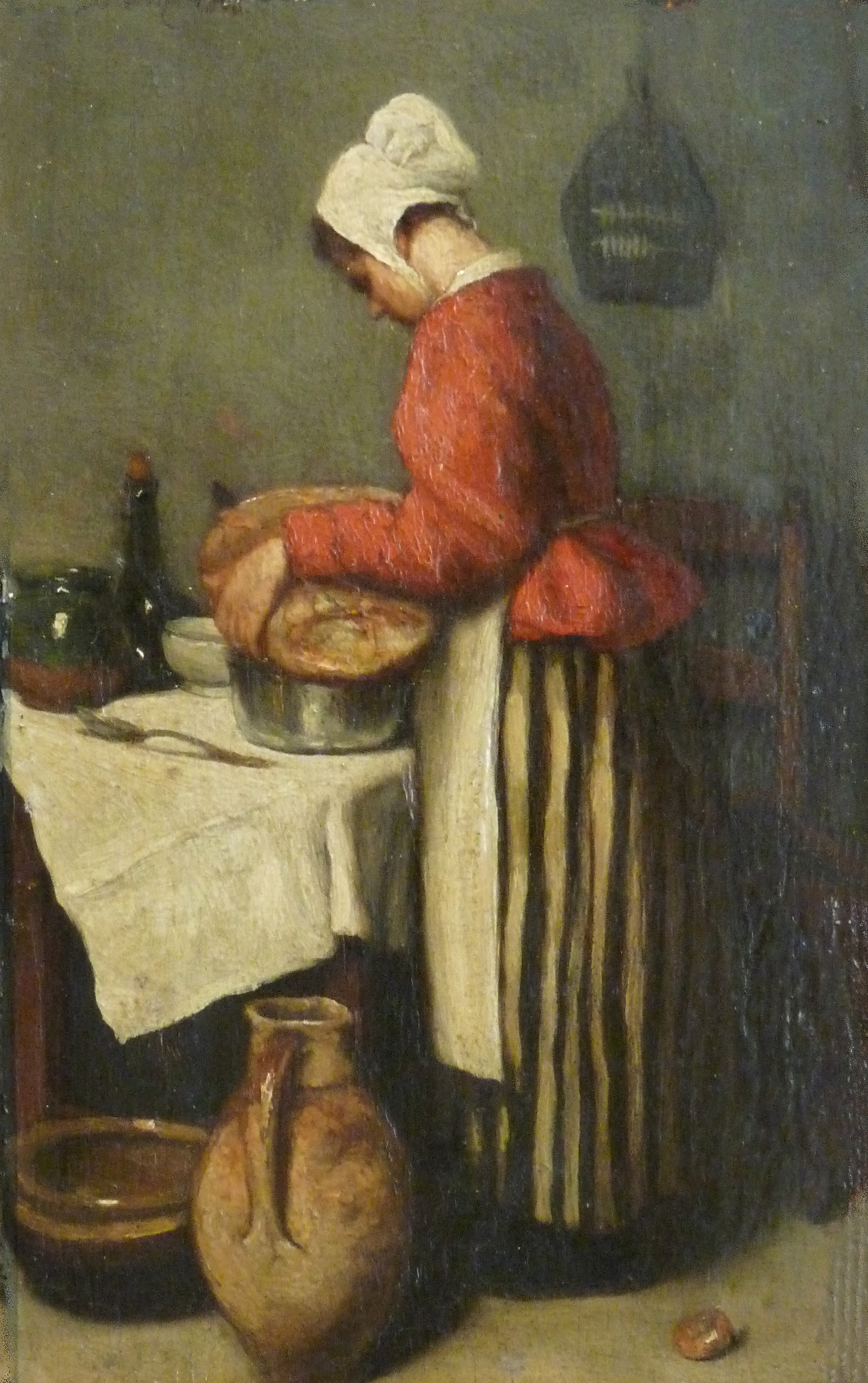
La Tailleuse de soupe (vers 1886), musée des Beaux-Arts de Mulhouse.

## Hommages
- Une rue du 15e arrondissement de Paris porte son nom, la rue François-Bonvin.
- Une rue porte également son nom à Saint-Germain-en-Laye.